# Chaberkowo
Chaberkowo (Duits: Neu Wuttrienen) is een plaats in het Poolse district  Olsztyński, woiwodschap Ermland-Mazurië. De plaats maakt deel uit van de gemeente Purda en telt 230 inwoners.